# Kostel svatého Linharta (Cítov)
Kostel svatého Linharta je sakrální stavba v Cítově v okrese Mělník. Tvoří barokní stavební komplex se zvonicí, ohradní zdí hřbitova, schodištěm a mariánským sloupem. Je památkově chráněný  Stojí na návrší ve středu obce při silnici Mělník – Roudnice nad Labem II/246.

## Historie

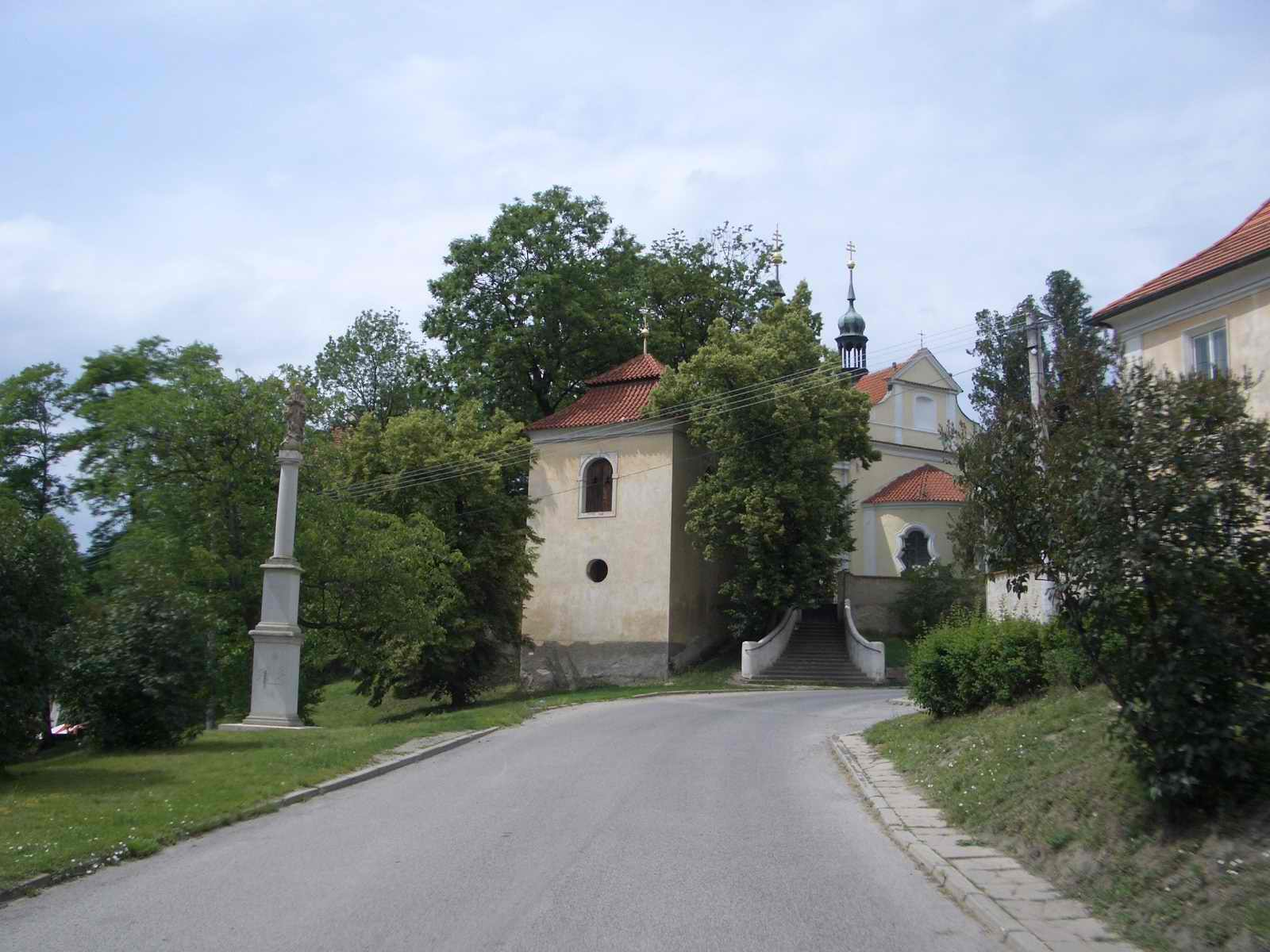
Mariánský sloup a zvonice s kostelem sv. Linharta v pozadí

Kostel svatého Linharta pochází z počátku 13. století. Donátorkou byla neurčená žena, která je vyobrazená na reliéfu tympanonu klečící před křížem s vyrytým tělem ukřižovaného Krista. První písemná zmínka o vlastníku kostela Smilovi z Cítova pochází z roku 1268. Roku 1352 byl kostel již farní. Dílčí úpravy a vybavení se datují do 2. poloviny 17. století, zásadní barokní přestavba proběhla v roce 1753, kdy byla loď prodloužena na západní straně a připojeno honosné průčelí s volutovým štítem a třemi nikami, do nichž je uprostřed vložena socha sv. Josefa s Ježíškem a po stranách sochy sv. Václava a sv. Floriána. Z původní románské stavby se zachovalo obvodové zdivo lodi, apsida, tympanon a některé další stavební prvky, které byly objeveny při rekonstrukci v roce 1943 a popsány Václavem Menclem. Po ní následovaly menší opravy a úpravy; poslední oprava pochází z 90. let 20. století. Do komplexu chráněných nemovitých památek s kostelem patří i zvonice z roku 1690 (podle Ludvíka Böhma byla zvonice postavena nákladem hraběte Jana Huberta z Hartigu, to je v 1. polovině 18. století), ohradní zeď a starý hřbitov, na kterém se již nepohřbívá. 

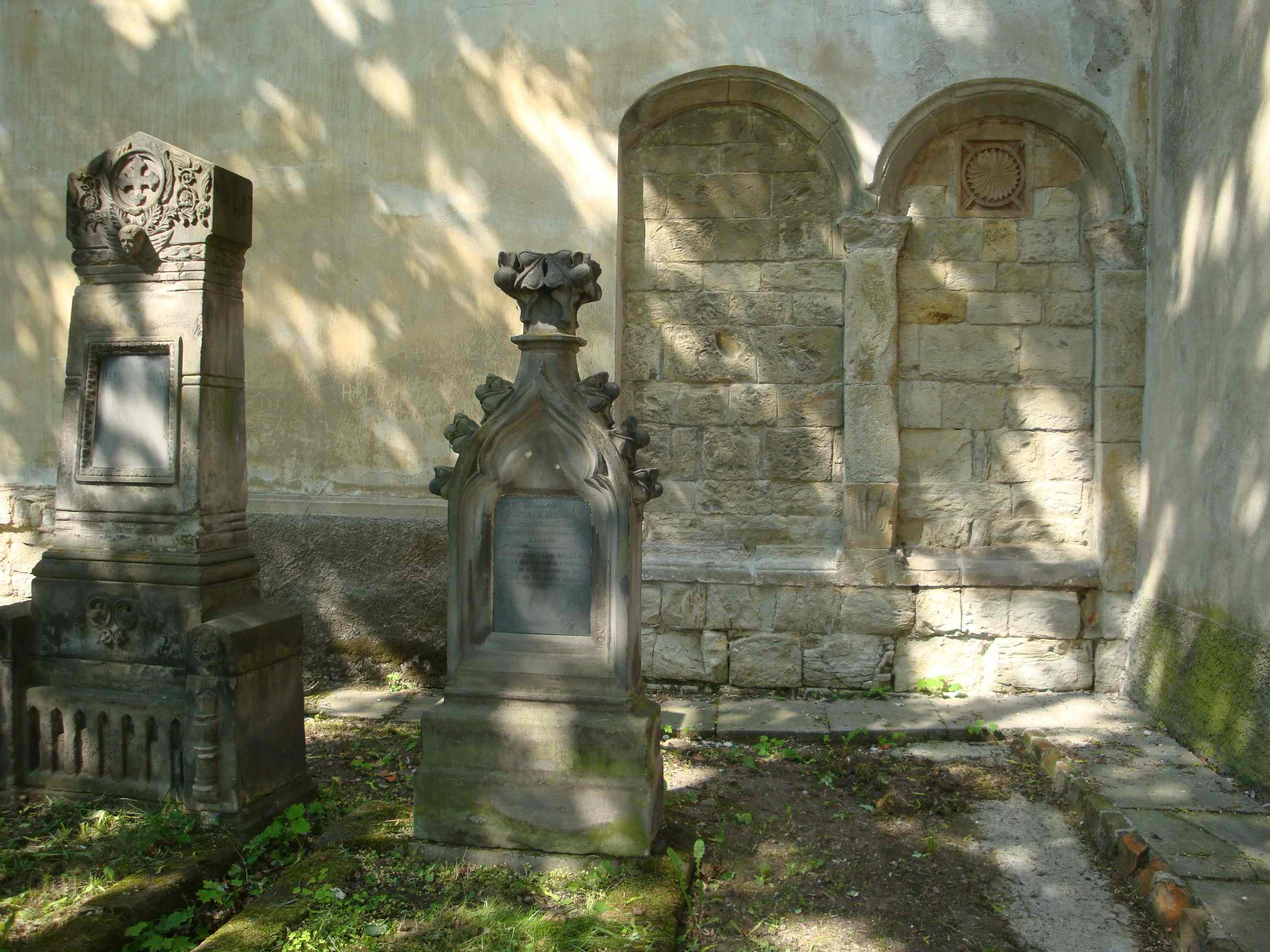
Slepá románská arkáda, odkrytá roku 1943

### Interiér
Zařízení je převážně barokní. Hlavní oltář má rokokovou architekturu z poloviny 18. století, s obrazem sv. Linharta ze 17. století a barokní sochy sv. Linharta a Mikuláše. Barokní kazatelna byla upravována v 19. století. V boční kapli jsou dva oltáře s reliéfy sv. Huberta a Anny. Kamenná křtitelnice s tesanými reliéfy a dřevěným víkem pochází z 1. poloviny 18. století.
Samostatně jsou jako chráněné památky v obci ještě evidovány fara a morový sloup se sochou  Panny Marie Immaculaty z roku 1713.